# Overnet
Overnet est un logiciel des auteurs d'eDonkey2000. Le programme est complètement  décentralisé, et est essentiellement basée sur Kademlia. Il est similaire à d'autres systèmes de partage de fichiers en pair à pair. 
Le système de transfert de fichier est identique à eDonkey2000 et donc a également tous ses dispositifs, avec en plus notamment la capacité de partager automatiquement des parties de fichiers qui sont toujours en cours de téléchargement, ce qui augmente considérablement la propagation et la disponibilité de grands fichiers.
Depuis la version 0.41 (décembre 2002) Overnet est libre. Une version 0.51 est sortie en 2003.
Le développement de Overnet est arrêté.